# لامار تروتی
لامار تروتی (انگلیسی: Lamar Trotti؛ زاده ۱۸ اکتبر ۱۹۰۰ درگذشته ۲۸ اوت ۱۹۵۲) یک نویسنده، و فیلم‌نامه‌نویس اهل ایالات متحده آمریکا بود. وی بین سال‌های ۱۹۳۳ تا ۱۹۵۲ میلادی فعالیت می‌کرد.
وی همچنین برنده جوایزی همچون جایزه اسکار بهترین فیلم‌نامه غیراقتباسی شده است.

## بخشی از فیلم‌شناسی
- The Man Who Dared (1933)
- کشیش قاضی (۱۹۳۴)
- Steamboat Round the Bend (1935)
- Gentle Julia (1936)
- Can This Be Dixie? (1937)
- در شیکاگوی قدیم (۱۹۳۷)
- گروه رگتایم الکساندر (۱۹۳۸)
- The Baroness and the Butler (1938)
- Gateway (۱۹۳۸)
- طبل‌ها با چرخش پا (۱۹۳۹)
- آقای لینکلن جوان (۱۹۳۹)
- حادثه اوکس‌بو (۱۹۴۳)
- ویلسون (۱۹۴۴)
- لبه تیغ (۱۹۴۶)
- Colonel Effingham's Raid (1946)
- Mother Wore Tights (1947)
- Captain from Castile (1947)
- When My Baby Smiles at Me (۱۹۴۸)
- آسمان زرد (١٩۴٨)
- دوجینش ارزان‌تر است (۱۹۵۰)
- My Blue Heaven (1950)
- با یک ترانه در قلب من (۱۹۵۲)
- Stars and Stripes Forever (۱۹۵۲)
- There's No Business Like Show Business (۱۹۵۴)

## مرگ
تروتی در اواخر عمرش در حال بیماری بود و شش ماه از فاکس مرخصی گرفته بود که بر اثر حمله قلبی در بیمارستان نزدیک خانه تابستانی خود در سنت مالو در اوشن ساید کالیفرنیا درگذشت. از او یک بیوه، یک پسر و یک دختر به یادگار ماند.  بزرگ او در سال 1950 در یک تصادف  باخت . 